# 勅使駅
勅使駅（ちょくしえき）は、石川県加賀市勅使町に存在した北陸鉄道連絡線（加南線）の駅である。1962年（昭和37年）に廃駅となった。

## 歴史
- 1914年（大正3年）11月1日：温泉電軌の駅として開業。
- 1943年（昭和18年）10月13日：合併により北陸鉄道の駅となる。
- 1962年（昭和37年）11月23日：連絡線宇和野駅 - 粟津温泉駅間廃止により廃駅。

## 駅構造
島式ホーム1面2線の無人駅。

## 廃止後
駅跡には民家が建っている。

## 隣の駅
北陸鉄道
連絡線
二ッ屋駅 - 勅使駅 - 栄谷駅